# Insuficiencia pancreática exocrina
La insuficiencia pancreática exocrina (IPE) se define como la incapacidad del páncreas exocrino para realizar una función digestiva normal. Habitualmente, la IPE es consecuencia de una reducción grave de la secreción pancreática, inferior al 10% de la considerada como normal. Por definición, la IPE siempre se asocia a maldigestión, con la consiguiente malabsorción de los alimentos no digeridos que desencadena un estado de malnutrición.

## Etiología
La etiología de la IPE puede clasificarse en causas pancreáticas y no pancreáticas.

### Causas pancreáticas
- La pancreatitis crónica. Es la causa más frecuente  de aparición de la insuficiencia pancreática exocrina. Se produce como consecuencia de una serie de posibles causas, entre las que la más frecuente es el alcoholismo crónico, cuyo resultado final  es la aparición de fibrosis, necrosis y disminución de la función de la glándula, que se traduce por un descenso notable de la secreción de enzimas pancreáticos  a la luz intestinal.[2] La insuficiencia pancreática exocrina se manifiesta clínicamente solo en fases avanzadas de la pancreatitis crónica.[1]

- La fibrosis quística del páncreas, es una enfermedad de base genética, que causa la producción de secreciones espesas que obstruyen los conductos pancreáticos, evitando que los enzimas pancreáticos alcancen el intestino. En ocasiones, aparece una autodigestión del páncreas que conduce a pancreatitis.[2] Se asocia generalmente con infecciones bronquiales y neumonías de repetición.

- Las obstrucciones del conducto pancreático (por ejemplo, como consecuencia del cáncer de páncreas o tumores ampulares), que impiden que las secreciones exocrinas pancreáticas lleguen al intestino.[2]

- La pancreatitis autoinmune. Está causada a menudo por enfermedades relacionadas con la secreción aumentada de inmunoglobulina G4 (IgG4) y puede progresar al desarrollo de una insuficiencia pancreática exocrina. También puede afectar a las vías biliares y producir episodios de ictericia.[2]

- El síndrome de Shwachman-Diamond. Es una rara enfermedad genética y hereditaria con carácter autosómico recesivo, caracterizada por la presencia de insuficiencia pancreática exocrina, junto con disfunción de la médula ósea, predisposición a la leucemia y anomalías esqueléticas.[2]

### Causas extra-pancreáticas
Todas ellas es muy poco frecuente que puedan producir una insuficiencia pancreática exocrina y en su conjunto representan menos del 5% de todos los casos que cursan con IPE.
- La enfermedad celíaca, en la que  la se produce una disminución de la estimulación pancreática (que conduce a una leve insuficiencia pancreática exocrina transitoria en aproximadamente un tercio de los pacientes) o brotes de pancreatitis aguda recurrentes (que pueden dejar secuelas o cicatrices, con ligera IPE). Todo ello puede constituir una causa no reconocida de fracaso de la dieta sin gluten.[2]

- La enfermedad de Crohn. Se asocia con la presencia de autoanticuerpos pancreáticos, que conducen a la alteración de la función pancreática exocrina.[2]

- El síndrome de Zollinger-Ellison. Puede producir una insuficiencia pancreática exocrina a través de la inactivación de los enzimas pancreáticos por el ácido clorhídrico del estómago. Se corrige mediante el control de la secreción de ácido.[2]

- Intervenciones quirúrgicas gastrointestinales y pancreáticas. Cualquiera de estos procedimientos que conducen a la pérdida de sincronía postprandial, disminución de la estimulación pancreática y pérdida del parénquima pancreático, pueden causar insuficiencia pancreática exocrina.[2]

## Cuadro clínico
La función pancreática se va reduciendo de forma progresiva a lo largo de los años, por lo que el paciente adapta su dieta, limitando la ingesta de grasas al notar que le sientan mal, con frecuencia de manera inconsciente. Como consecuencia de la insuficiente secreción de lipasa pancreática, es frecuente la presencia de esteatorrea clínicamente evidente (heces con aumento del contenido de grasa y caracterizadas por la presencia de gotas aceitosas, pálidas, voluminosas y malolientes, que a menudo flotan y son difíciles de limpiar) y no es raro encontrar pacientes con maldigestión de grasas y pérdida de peso aumentada, así como algunos que cursan con estreñimiento.
La diarrea crónica con esteatorrea es una manifestación tardía de la enfermedad. Aparece siempre cuando se produce una pérdida de más de un 90% de la función exocrina pancreática por una fibrosis extensa de toda la glándula pancreática.
Asimismo, la pérdida de peso es también un signo demasiado tardío y se produce en fases muy avanzadas. El cansancio es común y puede ser pronunciado. Sin embargo, los pacientes suelen tratar de compensarlo  mediante el aumento de consumo de calorías y como resultado, la pérdida de peso debida a la malabsorción puede estar enmascarada. La pérdida de peso puede estar originada por una enfermedad subyacente que implique también  al intestino delgado (por ejemplo,  la enfermedad celíaca o la enfermedad de Crohn).
Otro síntoma que puede presentarse es la flatulencia, que se manifiesta en forma de distensión abdominal fluctuante y calambres abdominales. La flatulencia se origina por la fermentación bacteriana de las sustancias alimenticias no absorbidas, que liberan abundantes gases tales como hidrógeno y metano.
La malabsorción crónica, que aparece con frecuencia en la IPE, puede causar:
- Edemas maleolares en extremidades, por malabsorción importante de proteínas.[2]

- Anemia, que puede ser microcítica (relacionado con la deficiencia de hierro) o macrocítica (relacionada con la deficiencia de ácido fólico y/o vitamina B12). La anemia también puede estar asociada con la enfermedad subyacente causante de la insuficiencia pancreática exocrina. Por ejemplo, la enfermedad de Crohn o la resección ileal pueden causar anemia megaloblástica, por deficiencia de vitamina B12, y la anemia por deficiencia de hierro es a menudo una manifestación de la enfermedad celíaca.[2]

- Trastornos hemorrágicos (afecciones en las cuales hay un problema con el proceso de coagulación sanguínea), por malabsorción de la vitamina K y posterior deficiencia de la tasa de  protrombina.[2]

- Enfermedad ósea metabólica, causada por la deficiencia de vitamina D, que puede resultar en osteopenia u osteomalacia. En los casos graves, el dolor de huesos y la aparición de fracturas patológicas se producen con niveles bajos de calcio, que conducen al desarrollo de un hiperparatiroidismo secundario.[2]

- Manifestaciones neurológicas, como resultado de trastornos electrolíticos (hipocalcemia e hipomagnesemia) y que pueden provocar tetania. La malabsorción de ciertas vitaminas puede causar debilidad motora generalizada (ácido pantoténico y vitamina D), neuropatía periférica (tiamina), pérdida del sentido de la vibración y posición (cobalamina), ceguera nocturna (vitamina A) o convulsiones (biotina).[2]

## Diagnóstico
El diagnóstico de la insuficiencia pancreática exocrina (IPE) es en gran parte clínico. Esta afección puede pasar desapercibida durante mucho tiempo (varios meses, o incluso años), tanto porque los signos y síntomas son similares a los de otras enfermedades gastrointestinales que pueden interferir con la digestión y la absorción de la grasa, como porque los signos y síntomas de la EPI en algunos casos pueden quedar enmascarados por las restricciones que efectúa el paciente en la alimentación.
Se lleva a cabo actualmente mediante dos tipos de pruebas: directas (precisan intubación duodenal) e indirectas.
La prueba más sensible es una prueba directa denominada “Test de la secretina”, basada en la aspiración de los contenidos del jugo pancreático después de llevar a cabo  una estimulación de la secreción pancreática mediante la administración intravenosa de una hormona denominada secretina o bien de otra que se llama colecistoquinina o ceruleína. Esta prueba sólo está disponible en unos pocos centros, es invasiva y desagradable para los pacientes, laboriosa de realizar, difícil de interpretar y cara, por lo que generalmente no se indica en la práctica clínica y actualmente está casi abandonada por completo.· Además, existe una gran variabilidad de resultados entre los diferentes laboratorios, lo que hace poco menos que imposible el llegar a encontrar unos valores normales y patológicos similares entre los diferentes laboratorios que la realizan.
Las pruebas indirectas incluyen la cuantificación de la grasa fecal o un test de aliento con C-triglicéridos mixtos (C-MTG).
El patrón oro para el diagnóstico de la insuficiencia pancreática exocrina 
con maldigestión grasa, sigue siendo la cuantificación de grasa fecal (test clásico de Van de Kamer). Consiste en el cálculo del coeficiente de absorción de grasa mediante el conocimiento de la grasa ingerida y excretada durante 72 horas consecutivas. Resulta incómodo para el paciente, por la necesidad de controlar estrictamente la dieta durante 5 días, con una cantidad concreta de grasa, y la recolección del total de las heces durante los últimos 3 días. Asimismo, es una prueba incómoda para el personal de laboratorio, por el trabajo que representa con el manejo de un volumen elevado de heces. Por todo ello, es un test poco utilizado en la práctica clínica diaria.
Se puede emplear el test de aliento con triglicéridos mixtos marcados con carbono-13 radiactivo (C-MTG) como alternativa al test de cuantificación fecal de grasa, que resulta muy eficaz en el diagnóstico de la maldigestion grasa y en el control de la eficacia del tratamiento con enzimas pancreáticos sustitutivo. Tras la administración de una comida de prueba con C-MTG, se evalúa mediante espectrometría de masas o infrarrojos el porcentaje de CO2  recuperado en el aliento a través del aire espirado, que es proporcional a la cantidad de grasa digerida (normal > 29% a las 6 horas).
Una adecuada valoración del estado nutricional, a través de indicadores antropométricos (peso, talla, índice de masa corporal o IMC, composición corporal, etc.) y una analítica sanguínea amplia, permite detectar la presencia de un estado nutricional deficiente, que es un indicio de la posible existencia de insuficiencia pancreática exocrina.
Mediante técnicas de imagen, se puede evaluar la presencia de calcificaciones o la dilatación del conducto pancreático principal (imagen en “cadena de lagos” característica), que son hallazgos muy frecuentes en la insuficiencia pancreática exocrina. No obstante, la IPE también puede ser el resultado de enfermedades no pancreáticas, principalmente en pacientes con la estructura del páncreas normal, según lo revelado por avanzadas técnicas de imagen abdominal (por ejemplo, resonancia magnética, ecografía endoscópica y tomografía axial computarizada).

## Diagnóstico diferencial
El diagnóstico diferencial incluye diversos procesos, tales como el síndrome de  sobrecrecimiento bacteriano intestinal, la obstrucción biliar, la enfermedad de Crohn, la enfermedad celíaca, el síndrome de Zollinger-Ellison y el síndrome del intestino irritable.

## Tratamiento
El objetivo fundamental del tratamiento de la IPE es permitir una digestión normal de los nutrientes para asegurar un estado nutricional adecuado. Por ello, además de la corrección de los síntomas, se debe conseguir la mejoría del estado nutricional del paciente, lo cual se evalúa en función de los diversos parámetros antropomórficos y analíticos.
La dieta debe ser bien balanceada, rica en proteínas, vitaminas y en fibra vegetal. Se recomienda realizar comidas frecuentes y poco copiosas, remarcando nuevamente la necesidad de ingerir lípidos para mejorar su absorción y mejorar la eficacia del tratamiento enzimático sustitutivo. Tradicionalmente se ha recomendado una restricción del aporte de grasas en la dieta. No obstante, se ha demostrado que restringir la ingesta de grasa ocasiona un aumento del grado de desnutrición en pacientes ya de por sí gravemente malnutridos. Ello se debe al hecho de que al ingerir menor cantidad de grasas, se produce una ingesta deficiente de vitaminas liposolubles, cuya absorción ya está de por sí alterada como consecuencia de la maldigestión secundaria a la IPE.
La terapia sustitutiva mediante la administración de preparados farmacológicos ricos en enzimas pancreáticos constituye el tratamiento fundamental de la insuficiencia pancreática exocrina.·· Se basa en su administración conjunta con las comidas principales. La dosificación de enzimas pancreáticos debe ser elevada y se deben tomar al menos 2 cápsulas con cada comida (conteniendo cada una 25.000 UI de lipasa) y 1 cápsula con el desayuno y merienda, lo que representa un aporte total de 6-8 cápsulas diarias en enzimas pancreáticos para lograr un control adecuado de la IPE. 
En caso de que el tratamiento enzimático no resulte suficiente, con falta de respuesta demostrada, bien por test de aliento o por la no normalización del estado nutricional, se puede asociar un inhibidor de la bomba de protones tal como el omeprazol en dosis habitual repartido en dos tomas (antes del desayuno y de la cena), para tratar de inactivar la destrucción de los enzimas por la acidez gástrica y la pepsina.
Asimismo, puede resultar de utilidad modificar el estilo de vida, reduciendo el consumo de alimentos grasos, prohibiendo la ingesta de alcohol, abandonando el hábito de fumar y consumiendo una dieta equilibrada.
Puede estar indicada la toma de suplementos de vitaminas, principalmente vitaminas  solubles en grasa (A, D, E y K).
Es relativamente frecuente (70-90% de los casos) la presencia de una diabetes mellitus asociada. Su prevalencia aumenta con la edad y con la presencia de calcificaciones pancreáticas, y es más frecuente en los casos de pancreatitis crónica de etiología alcohólica.  El tratamiento habitual es el aporte  de insulina en dosis conveniente, con controles frecuentes de glucosa en sangre y orina para conseguir mantener un perfil glucémico adecuado . Por lo general, los antidiabéticos orales no son suficientes para controlar la diabetes asociada a la IPE, por la atrofia existente de los islotes de Langerhans.
El seguimiento a largo plazo de los pacientes con insuficiencia pancreática exocrina debe centrarse en la corrección de las deficiencias nutricionales y el tratamiento de las enfermedades causantes (cuando sea posible), el cual variará según la enfermedad específica presente.

## Pronóstico
La historia natural y la progresión de la insuficiencia pancreática exocrina (IPE) dependen de la etiología subyacente. Por ejemplo, los pacientes con pancreatitis autoinmune o fibrosis quística pueden progresar a insuficiencia casi completa, mientras que aquellos con IPE inducida por el alcohol, pueden recuperarse, o al menos, detener la progresión de la insuficiencia pancreática si se abstienen por completo y de forma indefinida del consumo de alcohol. Sin embargo, incluso con la pérdida completa de la función exocrina, los suplementos de proteasa y lipasa son eficaces en la restauración de la digestión normal de los nutrientes de la dieta.